# La città e le stelle
La città e le stelle (The City and the Stars) è un romanzo di fantascienza del 1956 di Arthur C. Clarke. È una completa riscrittura del suo primo romanzo, Against the Fall of Night (1948).

## Storia editoriale
Il romanzo breve Against the Fall of Night fu il primo romanzo di Clarke. Fu pubblicato nella rivista Startling Stories nel novembre 1948 (dopo che John W. Campbell lo rifiutò, rivelò Clarke). Pochi anni dopo lo riscrisse completamente, con miglioramenti di stile. Le principali differenze sono nelle scene individuali e nel confronto sulle due civiltà Diaspar e Lys. La prima versione rimase popolare e fu ristampata in Gran Bretagna anche dopo l'uscita della seconda. In un'introduzione ad essa, Clarke raccontò l'aneddoto di uno psichiatra e di un paziente che avrebbero discusso del racconto durante una seduta di terapia, senza peraltro rendersi conto di aver letto due libri diversi.
Più recentemente ne è stato pubblicato un seguito ad opera di Gregory Benford, Oltre il buio della notte (Beyond the Fall of Night), che comprende nella prima parte anche il romanzo originale di Clarke.
Qui un sommario di La città e le stelle, che si adatta anche per il precedente, ad eccezione del ruolo di Khedron (che sostituiva un personaggio della prima versione) e per la natura dell'immortalità dei Diaspar.

## Trama

### Ambientazione
La città e le stelle si svolge miliardi di anni nel futuro nella città di Diaspar. In quel tempo la terra era così vecchia che gli oceani erano scomparsi e l'umanità era praticamente estinta. Secondo le conoscenze degli abitanti di Diaspar, essa era l'unica città nel mondo. La città era completamente "chiusa" : nessuno poteva entrarvi o uscirvi e nessuno poteva ricordare quando questo era potuto succedere. Gli abitanti di Diaspar soffrivano così di una istintiva agorafobia. Il motivo di questa paura pare essere il ricordo di una razza di invasori che avevano respinto l'umanità dalle stelle verso la Terra, raggiungendo un accordo per il quale l'umanità avrebbe potuto vivere se non avesse più lasciato il suo pianeta.
In Diaspar, l'intera città è controllata da un computer centrale. Non solo la città è mantenuta dalle macchine, ma gli esseri viventi sono creati dalle macchine stesse. Il computer crea i corpi in cui gli abitanti possono vivere e memorizza le loro menti nella memoria quando essi muoiono, per reincarnarli per future vite. In quel momento solo una piccola parte di queste persone sono viventi in Diaspar: il rimanente "dorme" nei banchi di memoria del computer.
Tutte le persone al momento viventi hanno vissuto precedentemente tranne una, Alvin, il protagonista del racconto. È un "unico": a differenza degli altri non ha vissuto precedentemente ed anziché avere paura dell'esterno egli è attratto dal lasciare la città. Nel racconto Alvin ha appena raggiunto l'età nella quale si viene considerati adulti e cerca con tutte le sue forze un'uscita dalla città. Successivamente un personaggio anomalo chiamato "Khedron il Buffone" aiuta Alvin ad usare il computer centrale per trovare una via di uscita. Scoprono così che nei tempi remoti Diaspar era collegata da trasporti sotterranei con altre città. Esiste ancora la stazione nascosta e raggiungibile da un'entrata segreta.

### La ricerca di Alvin
Alvin, appena fuori, scopre che rimane un solo altro centro abitato sulla terra. In contrasto alla tecnologicamente sviluppata Diaspar, Lys è una vasta oasi verde protetta dalle montagne rispetto al deserto circostante. Gli abitanti non sono ricreati tecnologicamente ma sono naturalmente concepiti e nascono e muoiono. Essi hanno rifiutato la tecnologia iperavanzata di Diaspar per una vita quasi agreste con le macchine usate solo come strumenti per il lavoro. Hanno invece sviluppato le capacità mentali: sono telepatici e capaci di comunicare a grande distanza e senza parole. 
Alvin continua la sua ricerca finché non capirà il vero motivo della paura dei cittadini di Diaspar per l'universo esterno e perché Lys è così poco attratta da viaggi spaziali e tecnologia. A Lys egli intraprende un viaggio con un giovane di nome Hilvar che diventa suo amico: essi vedono un segnale luminoso. Esso li guida a Shalmirane (i resti della fortezza dove gli invasori vennero cacciati con armi inimmaginabili) e dove essi incontrano una creatura extraterrestre con uno strano robot. La creatura è l'ultimo sopravvissuto di una setta religiosa risalente ai tempi dell'impero Galattico. Il robot è il compagno del fondatore il "Maestro" che venne con i suoi seguaci negli ultimi giorni della sua vita. Alvin e Hilvar non riescono a capire i contenuti di questa religione, tranne che si riferiscono ai "Grandi" che hanno lasciato ma un giorno torneranno. Alvin convince la creatura di lasciargli il robot, sostenendo che il maestro voleva vedere come le cose fossero cambiate nel mondo. Il maestro aveva comunque proibito al robot di rivelare i suoi segreti.
Il robot permette ad Alvin di scampare dal tentativo degli abitanti di Lys di cancellare queste esperienze dalla sua mente e di mandarlo indietro a Diaspar. Tornato a Diaspar, ottiene l'aiuto del computer centrale che supera il blocco posto dal maestro al Robot producendo un'apocalittica visione del ritorno dei "Grandi"

### Scoperte
Alvin scopre che la nave del Maestro è disponibile fuori di Diaspar. La prende, passa da Lys, prendendo con sé Hilvar e si avventura nello spazio, dove incontrano Vanamonde, un essere di puro intelletto che grazie a Hilvar (essendo telepatico come gli altri abitanti di Lys) può comunicare come le altre genti di Lys e portarlo alla terra. Così finalmente emerge la verità sulla storia passata.
I temuti invasori, non sono altro che un mito (Shalmirane era in realtà stata usata per distruggere la luna quando divenne necessario prevenire la sua collisione con la terra). Gli abitanti di Diaspar e Lys sono i discendenti di quegli uomini che tornarono volontariamente dallo spazio dopo il ritorcersi contro del più grande esperimento scientifico della storia. La creazione di una mente perfetta e senza corpo. Al primo tentativo venne creato un essere insano: "la mente pazza", Essa devastò la galassia e la sua civiltà prima di essere imprigionato in una "stella artificiale" detta il "sole nero".
Vanamonde è il secondo esperimento, questo riuscito, un essere di puro intelletto, molto antico e immensamente potente, abile di muoversi istantaneamente in ogni punto dello spazio ma con la mente infantile: intelligente ma semplice. Il destino di Vanamonde sarà quello di combattere la Mente Pazza quando questa alla fine dei tempi potrà fuggire dalla sua prigione.
Gran parte dell'Impero Galattico lasciò la nostra galassia lasciando pochi mondi abitati. Questa partenza avvenne per un contatto con qualcosa di molto strano e molto grande che li attirò improvvisamente.
Le scoperte di Alvin riuniscono Diaspar e Lys. Alvin invia la nave, guidata dal Robot a cercare le genti perdute dell'Impero. Non desidera cercarle lui stesso – se anche dovessero esistere altri uomini nella Galassia, essi erano probabilmente decaduti – ed ha un compito sulla Terra, in modo che lo sviluppo possa ripartire.

## Edizioni
(elenco parziale)
- Arthur C. Clarke, The City and the Stars, 1956.
- Arthur C. Clarke, La città e le stelle, traduzione di Hilja Brinis, collana Urania n. 158 (15 agosto 1957), Arnoldo Mondadori Editore, 1957,  pp. 117 (128).
- Arthur C. Clarke, La città e le stelle, traduzione di Hilja Brinis, collana I Massimi della Fantascienza, Arnoldo Mondadori Editore, 1987.
- Arthur C. Clarke, La città e le stelle, traduzione di Hilja Brinis, collana Oscar Fantascienza n°F27, Arnoldo Mondadori Editore, 1991,  p. 279, ISBN 88-04-34291-9.